# Follow the Blind
Это статья об альбоме немецкой метал-группы Blind Guardian. Об альбоме американской панк-рок-группы Wipers см. Follow Blind
Follow the Blind (с англ. — «Следуй за слепым») — второй студийный альбом группы Blind Guardian, выпущенный  14 апреля 1989 года.

## Об альбоме
По стилю диск весьма близок к дебютному альбому группы — Battalions of Fear (1988) и относится к спид-металу с уклоном в трэш-метал. По словам гитариста Маркуса Зипена, музыканты в это время подражали таким трэш-метал группам как Testament и Forbidden. Вокал Ханзи Кюрша хриплый и «надрывный».

## Список композиций
Авторами всех композиций, кроме каверов, указаны все четверо членов группы.
1. Inquisition (0:40)
2. Banish from Sanctuary (5:27) 
о последних часах св. Иоанна Предтечи перед казнью
3. Damned for All Time (4:57) 
О Вечном Воителе из книг Майкла Муркока
4. Follow the Blind (7:10)
5. Hall of the King (4:16)
6. Fast to Madness (5:57) 
о принце Элрике из Мелнибонэ, из книг Майкла Муркока
7. Beyond the Ice (3:28)
8. Valhalla (4:56) 
о зале Вальхалла и падении старых скандинавских богов
9. Don't Break the Circle (3:28) 
о спиритическом сеансе. Кавер-версия песни группы Demon
10. Barbara Ann / Long Tall Sally (2:43) 
 Кавер-версия песни группы Beach Boys / Кавер-версия песни Литл Ричарда

## Участники записи
- Ханзи Кюрш — вокал, бас-гитара;
- Андре Ольбрих — ведущая гитара и бэк-вокал;
- Маркус Зипен — ритм-гитара и бэк-вокал;
- Томен Стаух — ударные.
- Кай Хансен (Helloween, Gamma Ray) - гитара, вокал, бэк-вокал